# George Pardee
George Cooper Pardee, né à San Francisco (Californie) le 25 juillet 1857 et mort à Oakland (Californie) le 1er septembre 1941, est un médecin et un homme politique américain. Il est le 21e gouverneur de Californie de 1903 à 1907.

## Biographie
George Pardee est né à San Francisco et est le fils d'un célèbre ophtalmologiste, Enoch H. Pardee, qui fut membre de l'assemblée de l'État de Californie au début des années 1870 avant de devenir maire d'Oakland de 1876 à 1878.
Comme son père, il fait des études de médecine et obtient son diplôme à l'Université de Leipzig (Allemagne) en 1885. Au début des années 1890, il devient un membre actif du Parti Républicain et est élu au bureau chargé de la Santé à Oakland. De 1893 à 1895, il devient maire de la ville et s'oppose à la Southern Pacific Transportation Company pour le contrôle du port d'Oakland.
En 1902, c'est un Parti Républicain divisé qui doit désigner un candidat au poste de gouverneur : le sortant s'était discrédité part son refus de reconnaître le déclenchement d'une épidémie de peste bubonique à San Francisco et l'on se divisait entre partisans et adversaires de la Southern Pacific Transportation Company. George Pardee est désigné comme candidat de compromis. Il est élu d'extrême justesse face au candidat démocrate avec seulement 0,9 % d'avance (moins de 3 000 voix).

### Carrière politique
George Pardee s'attaqua à l'épidémie de peste bubonique dès le début de son mandat. En 1904, cette dernière était sous contrôle et avait fait près de 200 morts.
Au cours de son mandat, Pardee se montre attentif à développer l'irrigation et les stations de pompage dans la vallée centrale de Californie. En 1903, il oppose son véto à une loi créant une école d'agriculture la trouvant trop vague et obtient en 1905 une nouvelle loi plus précise que débouche sur la création de ce qui allait devenir l'Université de Californie à Davis.
Il met aussi en place une commission conjointe avec l'état fédéral afin d'inspecter les forêts de Californie. Ce travail débouche en 1905 sur la création d'un bureau chargé de l'exploitation des forêts et de la protection contre les incendies.
Les vues progressistes de George Pardee en font un allié du président Theodore Roosevelt qui lui propose d'être son vice-président en 1904. Mais il décline l'offre, préférant se concentrer sur la vie politique de son état.
Lors du séisme de 1906 à San Francisco, Pardee réagit immédiatement en envoyant la Garde nationale. Il se déplace ensuite à Oakland, où une ligne de télégraphe n'avait pas été affectée, pour superviser et coordonnées les secours. Travaillant 20 heures par jour, il fait preuve d'une grande activité durant cette période de crise.
Au cours de son mandat, ses relations sont mauvaises avec la Southern Pacific Transportation Company qui, malgré sa popularité, joue de son influence politique au sein du Parti Républicain pour l'écarter lors des primaires de 1906.
À l'issue de son mandat, il est l'un des fondateurs du Parti progressiste pour la Californie.